# Hemigraphis wetarensis
Hemigraphis wetarensis är en akantusväxtart som beskrevs av Cornelis Eliza Bertus Bremekamp. Hemigraphis wetarensis ingår i släktet Hemigraphis och familjen akantusväxter. Inga underarter finns listade i Catalogue of Life.